# 2D films
2D films (ООО «2Д фильм», прежнее название ООО «2Д Целлулоид») — российская компания, занимающаяся производством видео-контента, игровых и документальных фильмов, передач и youtube-шоу для кинотеатрального, телевизионного и цифрового проката. Основана в 2010 году продюсером и спортивным комментатором Василием Соловьёвым и бизнесменом Юрием Храповым.
Первый полнометражный фильм студии «Репетиции» (реж. Оксана Карас) был снят в 2013 году. В 2015 году партнером кинокомпании стала актриса Анна Пескова. В 2016 году комедия «Хороший мальчик» (реж. Оксана Карас), созданная в партнёрстве с одним из лидеров отечественного кинопроизводства, кинокомпанией Art Pictures Studio, выиграла гран-при «Кинотавра» и множество других призов. В 2020 году фильм «Хэппи-энд» (реж. Евгений Шелякин) стал первым отечественным кинотеатральным релизом после открытия кинотеатров во время пандемии COVID-19.
В разное время кинокомпания сотрудничала с компаниями Art Pictures Studio, ПРОФИТ, Walt Disney Studios Sony Pictures Releasing, okko studios, онлайн-кинотеатром Start и прочими производителями и дистрибьюторами кино-контента. Проекты 2D films регулярно получают поддержку государства на питчингах Министерства культуры РФ и Фонда кино. Вопреки стереотипу, сложившемуся вокруг фильмов, снятых на государственные деньги, комедии «Хороший мальчик» и «Хэппи-энд» получили положительную оценку у самого активного критика поддерживаемых государством фильмов, блогера Евгения Баженова, известного как «BadComedian».
В ноябре 2016 года в свет вышла книга Василия Соловьёва «Продюсер: #ХорошийМальчик или плохой», рассказывающая о создании самого успешного на тот момент фильма кинокомпании. Книга предназначается, как для начинающих кинематографистов в качестве руководства к действию и описания реальных препятствий на пути к успеху, так и для рядовых любителей кино, так как раскрывает закулисные подробности киносъёмочного процесса.
На данный момент OOO на 100% принадлежит продюсеру Василию Соловьёву, являющемуся генеральным директором кинокомпании. На территории Казахстана интересы 2D films представляет ТОО «2D films Quazaqstan».

## Название
Аббревиатура в названии кинокомпании не имеет отношения к общепринятому обозначению измерений в кинематографе. «2D» – это два друга, основавшие кинокомпанию. Соловьёв и Храпов знакомы со студенческой скамьи благодаря учёбе в Академическом музыкальном училище (ныне колледж) при Московской государственной консерватории.
Слово «целлулоид» в изначальном названии компании заимствовано из кинопроизводственного процесса, так как данный материал используется для изготовления кинопленки.

## Кинофильмы
1. 2011 — «Незначительные подробности случайного эпизода» (короткометражный, реж. Михаил Местецкий)
2. 2012 — «Принцесса Муай Тай» (документальный, реж. Оксана Карас)
3. 2013 — «Репетиции» (реж. Оксана Карас)
4. 2015 — «Деловое предложение» (короткометражный, реж. Ефграф Сорокин)
5. 2015 — «Семь других меня» (короткометражный, реж. Мария Барсукова)
6. 2015 — «Погружение» (реж. Ольга Городецкая)
7. 2016 — «Хороший мальчик» (реж. Оксана Карас)
8. 2019 — «Приключения экспоната» (реж. Алена Олейник)
9. 2019 — «Трудности выживания» (реж. Евгений Невский)
10. 2020 — «Хэппи-энд» (реж. Евгений Шелякин)

### В производстве
- «Счастье моё» (реж. Алексей Франдетти)

## Награды
- 2011 г. — «Незначительные подробности случайного эпизода» получил диплом конкурса «Кинотавр. Короткий метр», приз гильдии кинокритиков и второй приз Открытого российского кинофестиваля «Кинотавр»[14], а также Гран-при «ProВзгляда» и гран-при международного кинофестиваля в Шанхае (программа Mobile SIFF)[15].
- 2013 г. — Фильм «Принцесса Муай Тай» стал победителем и призером в международных фестивалях документальных фильмов о спорте в Италии (Милан)[16][17] и России (Самара)[18].
- 2013 г. — «Репетиции» завоевал приз за лучший дебют на фестивале «Московская премьера»[19] и награду фестиваля «Восемь женщин»[20]. Фильм также стал участником конкурса онлайн-кинофестиваля «Российской газеты» «Дубль дв@»[21], где получил приз телеканала ОТР.
- 2016 г. — «Хороший мальчик» получил гран-при кинофестиваля «Кинотавр»[22], а также III место в конкурсе «Выборгский счёт» кинофестиваля «Окно в Европу»[5].
- 2019 г. — «Хэппи-энд» получил приз «Золотая ладья» за I место в зрительском конкурсе «Выборгский счёт» и приз за лучший сценарий в рамках XXVII Фестиваля российского кино «Окно в Европу»[23][24][25], а также специальный приз жюри 4-го Международного кинофестиваля «Евразийский мост»[26].
- 2020 г. — «Приключения экспоната» получил приз за лучшего сценариста, лучшего оператора и лучшую мужскую роль второго плана на Международном фестивале фильмов для детей и юношества «Герой» в Красноярском крае[27], а также главный приз Славянского форума искусств «Золотой витязь»[28].
- 2021 г. — Фильм «Хэппи-энд» получил две награды на XXI Международном кинофестивале комедии «Улыбнись, Россия!»: приз Михаилу Гомиашвили «За лучшую мужскую роль» и приз кинопрессы «За самую философскую комедию»[29].